# Creon (van Korinthe)
Creon of Kre(o)on (Oudgrieks: Κρέων) is de naam van een legendarische koning van Korinthe.
Omdat hij zelf geen zoon had, wenste koning Creon zijn dochter Creüsa in de echt te verbinden met de held Jason van Thessalië, die in de stad was komen wonen met zijn vrouw Medea. Daarvoor moest Jasons huwelijk wel eerst ontbonden worden. Omdat Jason hierdoor een kans zag om zelf koning van Korinthe te worden, probeerde hij Medea met rationele argumenten te overtuigen van het nut van een echtscheiding.
Jaloers en diep gekwetst nam Medea toen wraak door niet alleen Creon maar ook zijn dochter om het leven te brengen door zwarte magie. Onder voorwendsel dat zij zich berustend neerlegde bij de feiten, schonk zij de jonge bruid een betoverd gewaad. Zodra Creüsa dit aantrok vloog het onmiddellijk in brand, en zij werd samen met haar vader verteerd door de vlammen.
Het noodlottige verhaal van Creon wordt behandeld in Euripides' tragedie Medea.